# 八角遊楽園駅
八角遊楽園駅（はっかくゆうらくえん-えき）は、中華人民共和国北京市石景山区に位置する北京地下鉄1号線の駅。
将来的な支線開業に向けた工事のため2025年6月より当面の間、旅客営業を休止している。

## 駅構造
地上に改札口、地下1階にホームが設置されている地下駅。出入口はA・Bの2ヶ所あり、A出入口は苹果園方面行ホームに、B出入口は四恵東方面行ホームに直結しているが、連絡通路はなく互いのホームの行き来は不可能となっている。
ホームは相対式ホーム2面2線を有しており、可動式ホーム柵を設けている。

### のりば
案内上ののりば番号は設定されていない。
| 1号線ホーム (B1F) | 1号線ホーム (B1F) | 1号線ホーム (B1F)          |
| ----------------- | ----------------- | -------------------------- |
| 西方向            | 1号線             | 苹果園方面                 |
| 東方向            | 1号線             | 復興門・王府井・四恵東方面 |

## 駅周辺
- 石景山遊楽園 - 別名「八角遊楽園 (八角游乐园)」、駅名の由来。
- 石景山体育場
- 石景山機動車検測場
- 八角公園
- 中国電子信息産業発展研究院
- 国家モーターカー倶楽部
- 老山モーターカー訓練場
- 中国鉄道建築総公司総医院
- 石景山華聯商廈
- 石景山医院
- 京燕飯店
- 松林公園
- 中国新聞学院
- 老山城市休閒公園（中国語版）
- 北京五環路
- 石景山路（中国語版）

## 歴史
- 1969年10月1日 - 開業。ただし、乗車できるのは公務員のみだった。
- 1977年 - 一般市民に開放。
- 1980年 - 外国人も使用可能になった。
- 2025年6月2日 - 支線建設に伴う工事のため旅客営業を停止[1]。

## 隣の駅
北京地下鉄
■1号線
古城駅 - 八角遊楽園駅 - 八宝山駅